# Aulonocara steveni
Aulonocara steveni ist eine Buntbarschart, die im ostafrikanischen Malawisee endemisch vorkommt. Sie kommt bei Kande Island (Terra typica) an der malawischen Küste des Sees und am tansanischen Ufer des Sees südlich des Ruhuhu vor. Die Art wurde nach dem Fischfänger Steven Longwe benannt.

## Merkmale
Die Fischart kann eine Länge von 12 (Weibchen) bis 14 cm (Männchen) erreichen. Männliche Aulonocara steveni haben einen metallisch blauen Kopf und gelblichblaue Körperseiten, die acht bis neun dunkle Streifen zeigen. Die Intensität der gelblichen Tönung variiert von Population zu Population. Auch die Rückenflosse kann blau oder mehr oder weniger gelblich getönt sein. Sie ist immer weiß oder weißlich blau gesäumt, bei einigen Populationen ist auch ein schwarzer Längsstreifen vorhanden. Die Afterflosse ist variabel gefärbt, in den meisten Fällen mehr oder weniger dunkel und mit Eiflecken in unterschiedlicher Anzahl besetzt. Die Weibchen aller Populationen sind relativ einheitlich grau bis braun mit deutlicher als bei den Männchen hervortretenden dunklen Querstreifen. Von der nah verwandten Art Aulonocara baenschi unterscheidet sich Aulonocara steveni durch die blaue, mit schwarzen Pigmenten versehene Rückenflosse, von Aulonocara stuartgranti durch die gelbe Tönung der Flanken.

## Lebensweise
Aulonocara steveni kommt in flachem Wasser mit einer Maximaltiefe von 20 Metern über gemischten Böden mit Felsen und Sediment vor und ernährt sich von weichen Wirbellosen. Männchen sind territorial und unterhalten kleine Reviere in deren Mitte sich eine kleine, zum Ablaichen genutzte Mulde befindet. Weibchen und halbwüchsige Männchen leben in kleinen Schwärmen. Wie alle haplochrominen Buntbarsche ist Aulonocara steveni ein Maulbrüter, bei dem das Weibchen die Brutpflege übernimmt. 